# Lettera ai lavoratori americani
Lettera ai lavoratori americani (in russo Письмо к американским рабочим?, Pis'mo k amerikanskim rabočim; in inglese A Letter to American Workingmen), opera di Vladimir Lenin, scritta il 20 agosto 1918, e pubblicata per la prima volta sul quotidiano Pravda il 22 agosto 1918.

## Storia
Era la risposta di Lenin a un messaggio dei partecipanti a una manifestazione di lavoratori nella città di Seattle, membri dell'organizzazione Industrial Workers of the World, inoltrato alla Russia sovietica dagli sforzi di diversi membri dell'equipaggio del piroscafo di propaganda Šilka.
Per la consegna negli USA, la lettera è stata consegnata a M.M. Borodin. La risposta di Lenin, stampata su carta sottile in più copie, è stata consegnata negli Stati Uniti con l'aiuto di diversi "corrieri". Uno di loro era il famoso poeta americano Carl Sandberg, conoscente di Borodin, che ricevette a Oslo dalle sue mani il testo della lettera, insieme a un mucchio di letteratura propagandistica e un assegno da 10 000 dollari, con la richiesta di consegnare tutto trasferito a Chicago. A causa del fatto che prima di lasciare Oslo, Sandberg ha informato il personale dell'ambasciata degli Stati Uniti di questa richiesta, all'arrivo della nave a New York, i rappresentanti delle autorità statunitensi gli hanno prelevato materiale di propaganda e un assegno in contanti. La lettera di Lenin è stata consegnata da Sandberg a Santeri Nuorteva, una dipendente dell'Ufficio informazioni russo negli Stati Uniti. Un'altra copia della lettera, cucita in una cintura speciale, è stata consegnata negli Stati Uniti dall'ingegnere P.I. Travin (Sletov).
Nell'autunno del 1919 Lenin incontrò Travin, che gli parlò della consegna e distribuzione della lettera in America.
Una lettera ai lavoratori americani fu pubblicata in inglese nel dicembre 1918 nell'organo di sinistra del Partito Socialista d'America, The Class Struggle, a New York, e nel settimanale "The Revolutionary Age" pubblicato a Boston con la partecipazione di John Reed e Sen Katayama.
Nel 1934 la "Lettera" fu pubblicata a New York come opuscolo separato, in questa edizione è pubblicata integralmente, con l'inclusione di brani omessi dalle prime pubblicazioni.

### La caratterizzazione rivoluzionaria negli Stati Uniti
Il passaggio più citato della lettera è La caratterizzazione rivoluzionaria di Lenin nell'America contemporanea:

## Critiche
- Per tutto il periodo sovietico, la lettera di Lenin è stata considerata un esempio di approccio di classe alla valutazione di eventi e fatti, un contributo inestimabile al tesoro del comunismo scientifico, un documento ispiratore per il progresso e il campo della pace negli Stati Uniti.
- Il dottore in scienze storiche Goga Abrarovič Hidjatov ha osservato che la lettera "ha svolto un ruolo importante nel cambiare l'opinione pubblica negli Stati Uniti e ha intensificato il movimento di massa in difesa della Russia sovietica"[9].

## Nell'arte
(Nikolaj Nikitič, Aurora del Nord)